# Erni Maissen
Erni Maissen (Reinach, 1 januari 1958) is een Zwitsers voormalig voetballer die speelde als middenvelder.

## Carrière
Maissen speelde zeven seizoenen voor FC Basel, hij veroverde de landstitel in die periode in 1977 en 1980. Hierna speelde hij voor FC Zürich maar kende een ongelukkig seizoen en keerde terug naar FC Basel. Wanneer Basel degradeerde in 1987 vertrekt hij naar BSC Young Boys waar hij twee seizoenen speelde alvorens zijn loopbaan af te sluiten terug bij FC Basel.
Maissen speelde 26 interlands voor Zwitserland waarin hij niet tot scoren kwam.

## Erelijst
- FC Basel
  - Landskampioen: 1977, 1980